# Renault R25
Renault R25, ili R25 je bolid francuske momčadi Renault F1 za sezonu 2005. Renault je 1. veljače 2005. na Grimaldi forumu u Monte Carlu predstavio bolid R25.

## Bolid

### Šasija i motor
Bolid koji je prekinuo petogodišnju Ferrarijevu dominaciju, Renaultov R25 bio je lijep koliko i brz, a nastao je kao produkt inovativnog razmišljanja i maksimalne prilagodbe Michelinovim gumama. Čitavim projektom koordinirao je tehnički direktor Bob Bell te šef dizajnerskog tima Tim Densham. Razlikovao se po načinu konstrukcije prednjeg ovjesa, korištenja tzv. V-kobilice, te po vrlo fluidnoj i naprednoj aerodinamici pokrova bolida. R25 bolid imao je potpuno novi integrirani elektronski sustav koji je optimiziran za njihov isto tako RS25 motor. Radi se o V10 motoru čiji su cilindri pod 72°, a s obzirom na to da tadašnjim novim pravilima kažu kako jedna mašina mora izdržati najmanje dvije utrke, nove izdržljivi Renaultovi motori "baždarene" su na više od 1.400 kilometara.
R25 je imao poseban sustav dotoka goriva, koji je još više usavršen tako da dodatno smanjuje rizik zapaljenja te eventualne ozljede vozača. Sustav hlađenja ima odvojene uljne i vodene "radijatore" smještene s bočnih strana bolida, koji se hlade zrakom koji prilikom vožnje ulazi kroz zračne usisnike. Za kočioni sustav, koji koriste karbonske diskove i pločice, zaslužni su Hitco i AP Racing.

### Livreji
R25 i dalje je nosio boje glavnog sponzora Renault F1 Teama, proizvođača cigareta Mild Seven.

### Vozačke promjene
Jarno Trulli je prije završetku sezone 2004. objavio da će sigurno napustiti ekipu Renaulta, i da će najvjerojatnije preći u momčad Toyote. Na prezentaciji bolida objavljeno je da će uz Alonsa, drugo vozačko mjesto pripasti povratniku u ekipu Giancarlu Fisichelli.

## Sezona 2005.
Fisichella je osvojio prvu veliku nagradu za Renault u Melbournu 2005., a samim time otkrio nevjerojatan potencijal R25. Na postolju se uz Fisichellu popeo i njegov kolega Alonso, te vozač Ferrarija Rubens Barrichello. Bolid R25 Fernanda Alonsa slavio je i na drugoj utrci na VN Malezije i dokazao da zasluženo stoje na vrhu postolja, dok je Alonso stigao do svoje druge pobjede u karijeri. Renaultova dominacija nastavila se i na VN Bahreina gdje je Alonso stigao do nove pobjede, a Fisichella je odustao. Ista situacija dogodila se i na VN San Marina nekoliko tjedana kasnije, iako je s pole positiona krenuo Kimi Räikkönen u McLarenu. 
Na VN Španjolske pred domaćom publikom Alonso nije stigao do pobjede, ispred njega se isprječio Räikkönen, dok je Fisichella bio peti. R25 također je bio konkurentan i na VN Monaka, ali u samoj završnici utrke Alonso je pao na četvrto mjesto zbog istrošenosti guma. Fisichella je u Monaku odvozio svoju najslabiju utrku sezone, te završio na 12. mjestu.
Renaultu se ono što se dogodio u Monaku vratilo na VN Europe u Nürburgringu. Pobjednik utrke je zamalo bio Räikkönen, no on je izletio sa staze u posljednjem krugu, nakon što je posljednjih 15-ak krugova imao problema s velikim vibracijama zbog oštećene prednje desne gume. Na račun Raikkonena, pobjednik utrke postao Alonso i ubilježio četvrtu pobjedu sezone.
Räikkönenov MP4-20 se nakon uvodnih nekoliko utrka pretvorio u Renaultovu najveću konkurenciju za osvajanje pojedinačnog i konstruktorskog naslova. Räikkönen je u Kanadi iskoristio odustajanje Renaultovih vozača i uspio smanjiti svoj zaostatak u odnosu na Alonsa na 22 boda. Dok je poretku konstruktora McLaren svoj zaostatak za Renaultom smanjio na 23 boda. Na stazi Indianapolis za VN SAD-a, iako su se na kvalifikacijama Fisichella i Alonso plasirali na četvrto odnosno šesto mjesto, oba Renaulta nisu startali utrku jer FIA-a nije dopustila Michelinu da doveze nove gume iz Francuske. Renault je ono što je izgubio u SAD-u nadoknadio na domaćoj stazi Magny-Coursu na VN Francuske i suvereno stigao do pete pobjede u sezoni. Alonso je na utrci za VN Velike Britanije stigao do drugog mjesta i za Raikkonenom povećao prednost u ukupnom poretku na 28 bodova. Alonso je bio pobjednik i na VN Njemačke na stazi Hockenheim i to je bila njegova šesta pobjeda sezone, a odustajanjem Räikkönena zbog motora približio se osvajanju pojedninačnog, dok je Fishicella bio odličan četvrti te pomogao također Renaultu u borbi za kontruktorski naslov.  Alonso je, kao Fisichella, utrku na stazi Hungaroring završio bez bodova, te time natrag u igru za naslov vratio McLaren. U sljedeće 2 od 3 utrke na pobjedničkom tronu bio je Räikkönen (jednom Montoya), no Alonso je marljivo sakupljao bodove te do VN Brazila stigao do prvog naslova svjetskog prvaka Formule 1. Renault je do naslova konstruktorskog prvaka stigao u Kini, na posljednjoj stazi u kalendaru F1.

## Zanimljivosti
Richard Hammond iz poznate emisije Top Gear odvozio je 2 kruga na Silverstoneu u Renaultovom F1 bolidu R25.

## Potpuni popis rezultata u F1
(legenda) (Utrke označene debelim slovima označuju najbolju startnu poziciju) (Utrke označene kosim slovima označuju najbrži krug utrke)
| Godina | Momčad                | Motor       | Gume | Vozači               | 1   | 2   | 3   | 4   | 5   | 6   | 7   | 8   | 9   | 10  | 11  | 12  | 13  | 14  | 15  | 16  | 17  | 18  | 19  | Bodova | Poredak |
| ------ | --------------------- | ----------- | ---- | -------------------- | --- | --- | --- | --- | --- | --- | --- | --- | --- | --- | --- | --- | --- | --- | --- | --- | --- | --- | --- | ------ | ------- |
| 2005.  | Mild Seven Renault F1 | Renault V10 | M    |                      | AUS | MAL | BHR | SMR | ŠPA | MON | EUR | KAN | SAD | FRA | VBR | NJE | MAĐ | TUR | ITA | BEL | BRA | JAP | KIN | 191    | 1.      |
| 2005.  | Mild Seven Renault F1 | Renault V10 | M    | Fernando Alonso      | 3   | 1   | 1   | 1   | 2   | 4   | 1   | Ret | DNS | 1   | 2   | 1   | 11  | 2   | 2   | 2   | 3   | 3   | 1   | 191    | 1.      |
| 2005.  | Mild Seven Renault F1 | Renault V10 | M    | Giancarlo Fisichella | 1   | Ret | Ret | Ret | 5   | 12  | 6   | Ret | DNS | 6   | 4   | 4   | 9   | 4   | 3   | Ret | 5   | 2   | 4   | 191    | 1.      |

## Vanjske poveznice
- Službena stranica Renault F1 Team  Arhivirana inačica izvorne stranice od 26. svibnja 2005. (Wayback Machine)